# Douglas Vieira
Douglas Vieira est un footballeur brésilien né le 12 novembre 1987 à Santo Ângelo. Il évolue au poste d'attaquant.

## Biographie
Douglas Vieira joue au Brésil, en Suède et au Japon.
Il dispute deux matchs en Ligue Europa avec le club suédois du Kalmar FF.
Il inscrit 18 buts en deuxième division japonaise en 2017 avec le club du Tokyo Verdy.
Le 18 septembre 2021, il se met en évidence avec le Sanfrecce Hiroshima, en étant l'auteur d'un triplé en première division japonaise, sur la pelouse du Kashiwa Reysol, permettant à son équipe de l'emporter 0-3 à l'extérieur.